# Northeast Philadelphia Airport
Ne doit pas être confondu avec Aéroport international de Philadelphie.

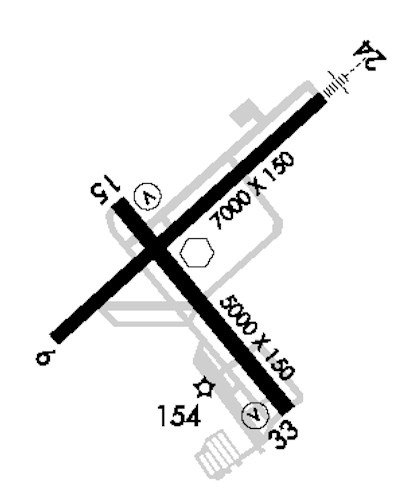
Schéma des pistes du Northeast Philadelphia Airport

Le Northeast Philadelphia Airport (Code AITA: PNE ; Code OACI: KPNE) est un aéroport public situé juste au nord de l'intersection de Grant Avenue et Ashton Road dans le quartier de Ashton-Woodenbridge de Northeast Philadelphia. Il fait partie du Philadelphia Airport System, de même que l'aéroport international de Philadelphie, et est destiné à l'aviation générale. C'est le sixième aéroport le plus important de l'État de Pennsylvanie. 
Une usine d'assemblage d'hélicoptères et le siège social de la filiale nord-américaine de Agusta, devenu entre 2000 et 2015  AgustaWestland et depuis Leonardo, est sur le site depuis le tout début des années 1980. Ce site appelé depuis 2016 AgustaWestland Philadelphia Corporation (Leonardo) emploie, en janvier 2020, 650 personnes.